# Pelosia striata
Pelosia striata är en fjärilsart som beskrevs av Barend J. Lempke 1961. Pelosia striata ingår i släktet Pelosia och familjen björnspinnare. Inga underarter finns listade i Catalogue of Life.